# Twister (logiciel)
 (avril 2014).
Si vous disposez d'ouvrages ou d'articles de référence ou si vous connaissez des sites web de qualité traitant du thème abordé ici, merci de compléter l'article en donnant les références utiles à sa vérifiabilité et en les liant à la section « Notes et références ».
Twister est une plate-forme de micro-blogging en pair à pair. Sa structure totalement décentralisée permet de réduire ses chances de blocage, puisqu'il n'y a pas de point précis à attaquer. Le système utilise la cryptographie pour protéger les communications. Il est basé sur des protocoles similaires à ceux utilisés pour Bittorrent et Bitcoin et est considéré par certains comme un clone de Twitter[Qui ?].
Ce logiciel permet aux mineurs (ce logiciel est basé sur le principe du réseau Bitcoin) d'envoyer des messages promotionnels lorsqu'ils trouvent des chaînes de bloc.